# 能高郡
能高郡（のうこうぐん）は、日本統治時代の台湾に存在した行政区画の一つであり、台中州に属した。

## 概要
埔里街、国姓庄、蕃地の1街1庄1蕃地を管轄し、郡役所は埔里街に置かれた。郡の東端にある能高山が名前の由来で、日月潭から北東に数十kmの距離に位置した。郡域は現在の南投県埔里鎮、国姓郷、仁愛郷、魚池郷の一部に当たる。
1900年代以降、郡は台湾総督府の台湾中部における原住民の統治の中心となり、郡内には18もの警察署や蕃童教育所が置かれた。1930年（昭和5年）には台湾原住民による抗日蜂起事件である霧社事件が起こった。

## 歴代首長

### 郡守
- 齋藤透[1]：1920年9月[2] -
- 秋永長吉：1922年1月[3] -
- 古藤誠助：1927年3月[4] -
- 小笠原敬太郎[注 1]
- 山下末之武：1930年11月5日 -
- 澤井益衛：1931年[5] -
- 釜田喜太郎：1933年[6] -
- 大塚久義[7]
- 神田利吉：1938年12月[8] -
- 荒川美根太：1940年10月[9] -
- 佐藤才幹：1942年[10] -
- 砥上坦：1944年12月16日 -